# Ideiafix
Ideiafix (em francês:  Idéfix) é um personagem das histórias de Astérix, o mascote de Obélix, conhecido por ser defensor da natureza e por ganir desesperadamente quando vê uma árvore sendo derrubada.